# ASC Games
La ASC Games (abbreviazione di American Softworks Corporation) era una compagnia statunitense che si occupava della pubblicazione di videogiochi, fondata nel 1992. Ha pubblicato videogiochi per NES, SNES e Sega Genesis. La ASC Games ha pubblicato il videogioco Grand Theft Auto per PC e Sony PlayStation (che ha pubblicato nel 1997 assieme a DMA Design), poi i titoli seguenti della saga Grand Theft Auto vennero pubblicati da un'altra compagnia di videogiochi, la Rockstar Games.
La ASC Games fallì nel 2000.